# Чижов, Михаил Иванович
Михаил Иванович Чижов (11 января 1857 — ?) — русский военный деятель, генерал-лейтенант (1917). Герой Первой мировой войны.

## Биография
Общее образование получил в Смоленской духовной семинарии. В 1873 году вступил в службу.
В 1877 году после окончания Казанского военного училища произведён в прапорщики и определён в Волынский 53-й пехотный полк, вместе с полком участвовал в Русско-турецкой войне. «За храбрость» в этой компании в 1878 году был награждён орденами Святой Анны 4-й степени и Святого Станислава 3-й степени с мечами и бантом.
В 1879 году «за отличие» произведён в подпоручики, в 1881 году в поручики, в 1884 году в штабс-капитаны, в 1886 году в капитаны. В 1892 году произведён в подполковники, в 1899 году в полковники.
С 1900 года командир 253-го Грозненского резервного батальона. С 1903 года командир 151-го Пятигорского пехотного полка. С 1906 года командир 66-го Бутырского пехотного полка.
В 1908 году произведён в генерал-майоры с назначением командиром 1-й бригады 45-й пехотной дивизии. С 1909 года командир 2-й бригады 1-й пехотной дивизии. С 1914 года участник Первой мировой войны, командовал 54-й пехотной дивизии и 2-й бригадой 29-й пехотной дивизии. 28 апреля 1915 года «за храбрость» был награждён Георгиевским оружием.
С 1915 года находился в плену. С 1916 года в резерве чинов при штабе Минского военного округа. С 1917 года произведён в генерал-лейтенанты, был — начальником 16-й пехотной запасной бригады и инспектором запасных войск Западного фронта. 18 октября 1917 года «за храбрость» был награждён орденом Святого Георгия 4-й степени.

## Награды
- Орден Святой Анны 4-й степени (1878)
- Орден Святого Станислава 3-й степени с мечами и бантом (1878)
- Орден Святой Анны 3-й степени (1892)
- Орден Святого Владимира 3-й степени (1912)
- Орден Святого Станислава 1-й степени (ВП 19.04.1916)
- Орден Святой Анны 1-й степени с мечами (ВП 22.02.1915)
- Георгиевское оружие (ВП 28.04.1915)
- Орден Святого Владимира 2-й степени с мечами (ВП 30.06.1916)
- Орден Святого Георгия 4-й степени (Пр. 10-й Арм. №1237 от 18.10.1917)